# Bella Galhos
Isabel Antónia da Costa Galhos, más conocida como Bella Galhos (nacida en 1972), es una ex activista independentista de Timor Oriental durante el período de ocupación indonesia del país y ha sido traductora, asesora presidencial, activista de derechos humanos y ecologista desde la independencia en 2002.

## Primeros años
Según algunos reportes, el padre de Galhos tuvo 45 hijos de 18 mujeres diferentes. Después de que las fuerzas armadas indonesias invadieran Timor Oriental en 1975, capturaron a su padre y hermanos, y su padre la vendió a un soldado a la edad de tres años por cinco dólares, alegando que tenía una «personalidad muy masculina y dominante». Después de una larga campaña de su madre, Galhos fue devuelta a la familia. Informó de un historial de violencia sexual a manos de familiares y autoridades indonesias a partir de entonces.
A los 16 años, Galhos se unió al movimiento independentista timorense, a través de su «frente clandestino» de jóvenes activistas. En 1991, varios amigos de Galhos fueron asesinados en la masacre de Santa Cruz, organizada por su tío Constâncio Pinto. Como resultado, vivió durante tres años con una identidad diferente como agente doble que aparentemente trabajaba con las autoridades indonesias. En 1994 fue seleccionada como participante de un programa de intercambio de jóvenes a Canadá con Canada World Youth. Allí solicitó asilo inmediatamente. Después de la independencia de Timor Oriental, Galhos estudió psicología en la Universidad de Hawái.

## Activismo independentista en Canadá
Después de que Galhos solicitó y recibió el estatus de refugiada en Canadá, hizo campaña por los derechos humanos en Timor Oriental con East Timor Alert Network como una de los dos representantes canadienses del Consejo Nacional de Resistencia Maubere. Participó en numerosos eventos internacionales de cabildeo dentro y fuera de Canadá durante estos años.
En enero de 1996, Benjamin Parwoto, el embajador de Indonesia en Canadá, buscó a la madre de Galhos y le dijo que silenciara a su hija. El evento provocó una protesta pública y el Departamento de Asuntos Exteriores de Canadá increpó al embajador.

## Carrera después de la independencia
Con el fin de la ocupación indonesia en 1999, regresó a Timor Oriental para trabajar para la Misión de las Naciones Unidas en Timor Oriental. En 2012, Galhos se convirtió en asesora de la sociedad civil del presidente Taur Matan Ruak. En 2017 renunció al cargo de asesora.
Galhos fundó Leublora Green Village (LGV) en Maubisse, junto con una escuela ambiental sin fines de lucro (Leublora Green School). Esto incluye una cooperativa de agricultura orgánica de mujeres y un restaurante orgánico. El proyecto tiene como objetivo promover la igualdad de derechos para las mujeres y la conciencia ambiental en la sociedad de Timor Oriental. Ha dado charlas TED en Dili sobre temas que incluyen la violencia contra las mujeres como parte de la campaña feminista en Timor Oriental.
Galhos es una destacada activista por los derechos LGBT+ en Timor Oriental. En el Evento del Orgullo de CODIVA (Coalición sobre la Diversidad y la Acción) de 2016 (el primero de su tipo en Timor Oriental), Galhos se convirtió en la primera mujer en Timor Oriental en declararse públicamente bisexual. En 2017, Galhos fue coorganizadora de la primera Marcha del Orgullo en Dili, a la que asistieron 500 personas. Junto con su colega activista y experta en desarrollo Iram Saeed, Galhos fundó la organización LGBTQ «Arcoiris».

## Honores y reconocimientos
- Woman of Courage 1999 (Comité de Acción Nacional sobre la Condición Jurídica y Social de la Mujer, Canadá)[12]
- Premio de la ONU a la Libertad y los Derechos Humanos 2003[12]
- Héroe de Impacto de la Compañía Terrestre 2015[13]
- Premio al Héroe Anónimo del Dalai Lama, 2017[14]
- En 2023 fue elegida como una de las 100 mujeres más influyentes del mundo según la BBC, 100 Women (BBC).[15]

## Obras publicadas
- Iram Saeed y Bella Galhos: A Research Report on the Lives of Lesbian and Bisexual Women and Transgender Men in Timor-Leste, ASEAN SOGIE Caucus, Timor Oriental, 2017.